# Social Intercourse (film)
Social Intercourse è un film co-prodotto da David Michael Latt e diretto da Steve Taylor nel 2000.

## Trama
Il giovane informatico Todd viene invitato a una festa organizzata dai suoi amici. Alla festa Todd avrà una lunga relazione con una ragazza di nome Kat.

## Produzione
Il film fu co-prodotto da The Asylum con un budget stimato in 15000 $

## Distribuzione
Il film è stato distribuito direttamente in home video negli Stati Uniti d'America il 15 gennaio 2000.

## Tagline
Le tagline del film sono "A guidebook of Dating in the 90s" (Una guida per Dating in 90 giorni).